# Pál württembergi királyi herceg
Pál württembergi királyi herceg (németül: Prinz Paul von Württemberg, teljes nevén Paul Friedrich Karl August; Szentpétervár, 1785. január 19. – Párizs, 1852. április 16.) württembergi királyi herceg, a Porosz Királyi Hadsereg és az Orosz Cári Hadsereg tisztje.

## Élete

### Származása és pályafutása
Pál Frigyes herceg 1785 telén született Frigyes württembergi herceg és Auguszta Karolina braunschweig–wolfenbütteli hercegnő negyedik, utolsó gyermekeként, illetve második fiaként. A család ez idő tájt Szentpétervárott élt a cári udvarban, mivel II. Katalin orosz cárnő a finnországi orosz területek kormányzójává nevezte ki Frigyes herceget.
A szülők házassága elsősorban a nagy korkülönbségre és Frigyes herceg durvaságára visszavezethetően már hamar tönkrement. 1786-ban, Pál herceg világrahozatala után Auguszta Karolina hercegnő az orosz uralkodónő segítségéért könyörögve elhagyta férjét, és a cárnő jóvoltából Észtországban telepedett le; 1788-ban, huszonhárom évesen váratlanul elhunyt. Frigyes herceget kiutasították Oroszországból, a herceg hazatért szülőföldjére, ahová magával vitte gyermekeit is. 1797 májusában, immár a württembergi hercegi trón várományosaként Frigyes herceg nőül vette Sarolta Auguszta brit és hannoveri királyi hercegnőt. Sarolta Auguszta magára vállalta mostohagyermekei felnevelését, szoros viszonyt alakítva ki velük.
1806-ban I. Napóleon francia császár hatalmának növekvő veszélyét látva Pál herceg csatlakozott a porosz hadsereghez, annak ellenére, hogy édesapja Württemberg uralkodójaként a császár szövetségese lett, cserébe I. Napóleon királynak ismerte el őt. Pál herceg porosz szolgálata éppen ezért ellenkezett édesapja akaratával. 1808-ban a herceg felfüggesztette katonai működését, és hazatért Württembergbe, kibékülve édesapjával. Az 1812-es oroszországi hadjáratában mindazonáltal nem volt hajlandó részt venni, pedig Württemberg csapatokat küldött a franciák zászlaja alá. Napóleon oroszoktól elszenvedett vereségét követően Pál királyi herceg I. Sándor orosz cár kíséretébe szegődött, és harcolt a hatodik koalíciós háborúban. 1814-ben az orosz uralkodó a háború során tanúsított bátorságáért kitüntette, és az orosz hadsereg tisztjévé tette meg a herceget.
A koalíciós háborúban való részvétele miatt a herceg és édesapja viszonya újból feszültté vált. Mikor 1816-ban elhunyt Frigyes király, Pál herceg fivére, I. Vilmos foglalta el a trónt. Bátyjával ugyanolyan hűvös, összezördülésekkel tűzdelt kapcsolatot alakított ki, mint annak idején édesapjával. Pál herceg rangjából adódóan megjelenhetett a württembergi országgyűlés felső táblájának ülésein, 1822–1847 között élt is ezzel a jogával, jóllehet mind az országgyűlés, mind a legtöbb württembergi felháborodását kivívta olykor szemtelen, léha magatartásával. Rendszeresen király véleményével szemben foglalt állást, több indítványt is benyújtott bátyja ellenében. Élete utolsó hónapjaiban a Württembergi-ház elfogadott lutheránus hitéről áttért a katolikusra.

### Házassága és gyermekei
Pál királyi herceg 1805. szeptember 28-án a ludwigsburgi palota kápolnájában nőül vette Sarolta Katalin szász–hildburghauseni hercegnőt (1787–1847), akitől öt gyermeke született:
- Friderika Sarolta hercegnő (1807–1873), házassága révén orosz nagyhercegné
- Frigyes Károly herceg (1808–1870), a Württembergi Királyi Hadsereg tisztje
- Károly herceg (1809–1810), kisgyermekként elhalálozott
- Paulina Friderika hercegnő (1810–1856), házassága révén Nassau hercegnéje
- Ágost Frigyes herceg (1813–1885), a Porosz Királyi Hadsereg tisztje.

1815-ben Pál herceg elhagyta feleségét, és Stuttgartból Párizsba költözött. Magával vitte leányait is, míg fiait Sarolta hercegnőnél hagyta. A francia fővárosban a herceg igénytelen, szerény életet élt, bár tagja volt a legfelsőbb irodalmi köröknek. A württembergi királyi család helytelenítette a herceg életmódját, és hazarendelték Württembergbe, Pál herceg viszont nem tett eleget az utasításnak. Ekkor a király felajánlotta – elsősorban Sarolta hercegnőre való tekintettel –, hogy hivatalosan is lehetővé teszi a házaspár elválását, Pál herceg ellenben ezt nem fogadta el. Több szeretőt is tartott, akiktől két illegitim utódja származott.
1847-ben, felesége halála után a herceg akkori szeretőjével, Magdalena Fausta Angela de Creus y Ximenes (?–1852) angol és spanyol származású hölggyel, Sir Sandford Whittingham özvegyével Angliába költözött. 1848. április 26-án a brigthoni templomban a herceg morganatikus házasságra lépett az asszonnyal, akitől egy leánya származott:
- Pauline Madeleine Ximenes (1825–1905), házassága révén de Montessuy grófné.

Pál herceg másik természetes utódja, Karolina von Rothenburg leszármazottja London jelenlegi polgármestere, Boris Johnson. Karolina von Rothenburg, eredeti keresztnevén Adelheid Pauline édesanyja egy özvegy színésznő, Friederike Margarethe Porth (1776–1860) volt. A később Karolina nevet használó Adelheid Pauline nemesi címet kapott, és 1836-ban nőül ment Karl Maximilian von Pfeffel bajor arisztokratához.
Pál herceg 1852. április 16-án hunyt el a francia fővárosban. A ludwigsburgi palota katolikusoknak fenntartott magántemetőjében helyezték örök nyugalomra.

## Fordítás
- Ez a szócikk részben vagy egészben a Paul Friedrich Karl August von Württemberg című német Wikipédia-szócikk ezen változatának fordításán alapul.  Az eredeti cikk szerkesztőit annak laptörténete sorolja fel. Ez a jelzés csupán a megfogalmazás eredetét és a szerzői jogokat jelzi, nem szolgál a cikkben szereplő információk forrásmegjelöléseként.